# 費格果園 (加利福尼亞州)
費格果園（英語：Fig Orchard）是位於美國加利福尼亞州克恩縣的一個非建制地區。該地的面積和人口皆未知。

## 地理
費格果園的座標為35°18′31″N 118°34′57″W / 35.30861°N 118.58250°W，而該地的平均海拔高度為474米（即1555英尺）。